# Hanguk Idegennyelvi Egyetem állomás
Hanguk Idegennyelvi Egyetem állomás föld feletti metróállomás a szöuli metró 1-es vonalán. Egyúttal a hagyományos Kjongvon (Gyeongwon) vasútvonal állomása is. Nevét a közeli Hanguk Idegennyelvi Egyetemről kapta.

## Viszonylatok
| 1-es vonal                                                    | 1-es vonal                                             | 1-es vonal                                                                              |
| ------------------------------------------------------------- | ------------------------------------------------------ | --------------------------------------------------------------------------------------- |
| Sinimun Szojoszan (Soyosan) és Kvangun (Gwangun) Egyetem felé | Kjongvon (Gyeongwon) szakasz személy- és expresszvonat | Högi (Hoegi) Incshon (Incheon), Szodongthan (Seodongtan) vagy Sincshang (Sinchang) felé |
| Korail                                                        |                                                        |                                                                                         |
| Högi (Hoegi) Jongszan (Yongsan) felé                          | Kjongvon (Gyeongwon) vonal                             | Sinimun Pengmagodzsi (Baengmagoji) felé                                                 |